# تاکه‌رو کوبایاشی
تاکه‌رو کوبایاشی (به انگلیسی: Takeru Kobayashi) خورنده رقابتی ژاپنی است. او دارای رکوردهای بسیار از جمله پانزده رکورد جهانی گینس برای خوردن هات داگ، میتبال، تویینکی، تاکو، همبرگر، پیتزا، بستنی و پاستا است.
کوبایاشی که «پدرخوانده خوردن رقابتی» خوانده شده، شش بار سابقه قهرمانی در رقابت هات داگ خوری نیتن است و به‌طور گسترده از عوامل ترویج ورزش خوردن رقابتی شناخته می‌شود.